# Tanaecium exitiosum
Tanaecium exitiosum là một loài thực vật có hoa trong họ Chùm ớt. Loài này được Dugand miêu tả khoa học đầu tiên năm 1942.